# Nicotiana forgetiana
Nicotiana forgetiana är en potatisväxtart som beskrevs av Hort. Sand. och William Botting Hemsley. Nicotiana forgetiana ingår i släktet tobak, och familjen potatisväxter. Inga underarter finns listade i Catalogue of Life.

## Bildgalleri

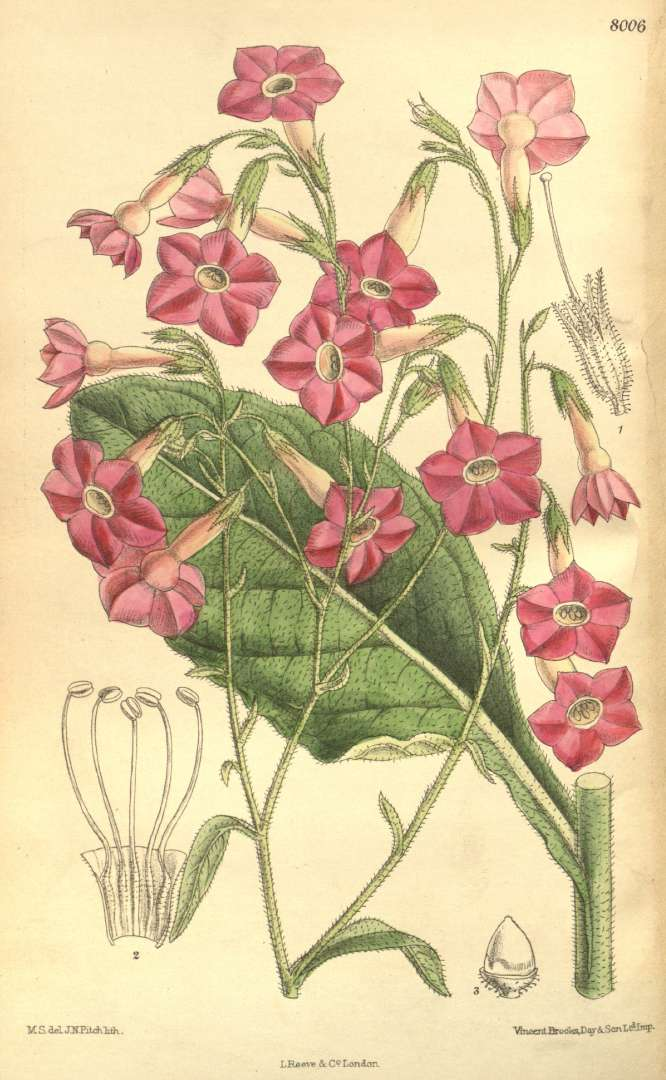